# Batalla de la Mata Carmelera
La batalla de la Mata Carmelera, también llamaba la batalla de «El Carmelero», fue la batalla más importante de la revolución de Queipa, guerra civil venezolana de 1898, que ocurrió el 16 de abril de 1898.

## Antecedentes
Tras el fraude electoral cometido en las elecciones presidenciales de 1897, que daban la victoria a Ignacio Andrade, el general José Manuel Hernández, «el Mocho», se alzó en el occidente del país iniciando una nueva guerra civil. Crespo marchó a combatir a «el Mocho», tras algunos combates se libró el de la Mata Carmelera el 16 de abril de 1898, donde el expresidente Joaquín Crespo enfrentría a los hombres del general Hernández. Las fuerzas de Crespo sufrieron muchas bajas en la batalla, incluyendo al propio Crespo, quien murió por un disparo en el corazón. La muerte de Crespo abriría un nuevo ciclo de guerras civiles que durarían hasta 1903.

## Combate
El 16 de abril de 1898, en horas de la madrugada, las fuerzas del general Joaquín Crespo marcharon hacia Cojedes para enfrentarse con las del general José Manuel Hernández, el Mocho. A las siete de la mañana, la descubierta de Crespo advirtió la presencia de tropas en la sabana de El Carmelero, una partida que Hernández había enviado para que explorase la zona y habiendo descubierto la llegada de Crespo, retrocedió e informó a su comandante. El general Hernández desplegó entonces sus unidades en batalla delante de una «mata», un bosque aislado de los llanos. La infantería, compuesta por 450 hombres, formó un arco en una sola línea; la caballería, compuesta por 300 jinetes mandados por Salvador Lima, se situó en la derecha.
En la «mata» quedó Hernández con su Estado Mayor. En lo alto de algunos árboles fueron apostados diez francotiradores selectos. El general Crespo desplegó sus batallones de infantería de 1000 hombres en tres líneas frente a la contraria; mientras la infantería tomaba dicho dispositivo, la caballería de 200 jinetes regidos por Ramón Molina Blanco, dando un gran rodeo, avanzó contra la derecha de Hernández. Los jinetes de Crespo se retiraron y desordenaron la vanguardia, el batallón La Guardia, comandado por Isidro Wiedeman. Después de varios minutos de fuego, Crespo ordenó que sus tropas avanzasen contra la «mata». Así lo hicieron los atacantes y, al cabo de una hora, fueron detenidos por la resistencia contraria; solo algunas unidades mantenían el fuego. Durante el intercambio, el general Joaquín Crespo fue herido de muerte por un disparo en el pecho. Este acontecimiento definió la victoria en favor del general Hernández, mientras las tropas de Crespo abandonaban el campo.